# Адміністративний поділ Уганди

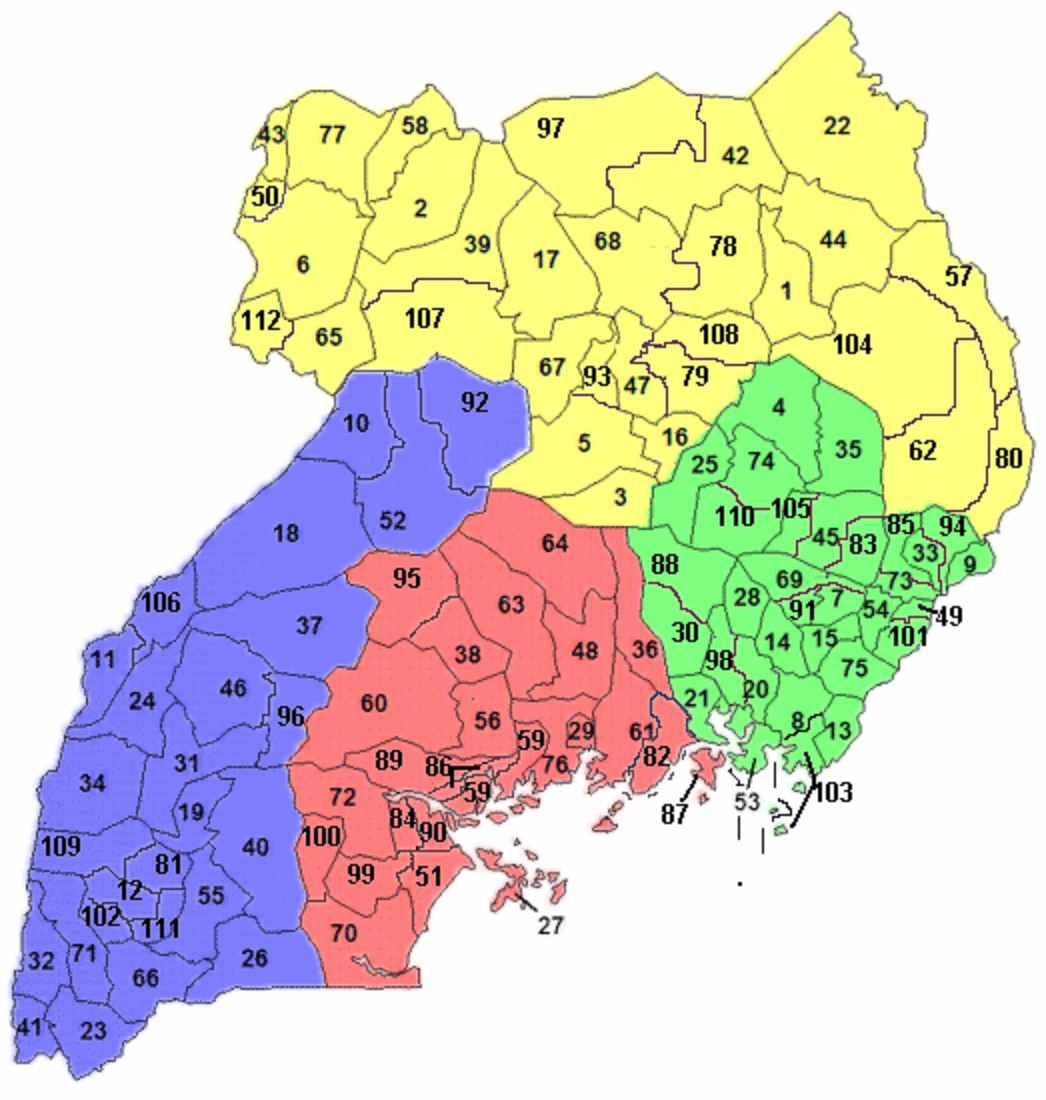
Адміністративний поділ Уганди в 2010 р. — 111 округів і 1 столичний округ

В адміністративно-територіальному відношенні Уганда поділяється на 4 області (regions), 111 округів і 1 столичний округ — місто Кампала.

## Області
| Область    | Адм. центр | Площа, км² | Населення, (2002) чол. | Щільність, чол./км² |
| ---------- | ---------- | ---------- | ---------------------- | ------------------- |
| Центральна | Кампала    | 37 489     | 6 683 887              | 178,29              |
| Східна     | Джинджа    | 27 957     | 6 301 677              | 225,41              |
| Північна   | Гулу       | 82 099     | 5 345 964              | 65,12               |
| Західна    | Мбарара    | 49 599     | 6 417 449              | 129,39              |
| Всього     |            | 197 144    | 24 748 977             | 125,54              |

## Округи
111 округів і 1 столичний округ позначені на мапі цифрами:
- 1 Абім — Північна область
- 2 Аджумані — Північна область
- 3 Амолатар — Північна область
- 4 Амуріа — Східна область
- 5 Апак — Північна область
- 6 Аруа (включаючи Терего) — Північна область
- 7 Будака — Східна область
- 8 Бугірі — Східна область
- 9 Буква — Східна область
- 10 Буліса — Західна область
- 11 Бундібугіо — Західна область
- 12 Бушеньї — Західна область
- 13 Бусіа — Східна область
- 14 Намутумба — Східна область
- 15 Буталеджа — Східна область
- 16 Доколо — Північна область
- 17 Гулу — Північна область
- 18 Хоїма — Західна область
- 19 Ібанда — Західна область
- 20 Іганга — Східна область
- 21 Джинджа — Східна область
- 22 Каабонг — Північна область
- 23 Кабале — Західна область
- 24 Кабароле — Західна область
- 25 Каберамайдо — Східна область
- 26 Ісінгіро — Західна область
- 27 Калангала — Центральна область
- 28 Каліро — Східна область
- 29 Кампала, столичний округ — Центральна область
- 30 Камулі — Східна область
- 31 Камвенге — Західна область
- 32 Канунгу — Західна область
- 33 Капчорва — Східна область
- 34 Касеке — Західна область
- 35 Катакві — Східна область
- 36 Кайунга — Центральная область
- 37 Кібале — Західна область
- 38 Кібога — Центральна область
- 39 Амуру — Північна область
- 40 Кірухура — Західна область
- 41 Кісоро — Західна область
- 42 Кітгум — Північна область
- 43 Кобоко — Північна область
- 44 Котідо — Північна область
- 45 Кумі — Східна область
- 46 Кьєнжожо — Західна область
- 47 Ліра — Північна область
- 48 Луверо — Центральна область
- 49 Будуда — Східна область
- 50 Марача (раніше Марача-Терего) — Північна область
- 51 Масака — Центральна область
- 52 Масінді — Західна область
- 53 Майуге — Східна область
- 54 Мбале — Східна область
- 55 Мбарара — Західна область
- 56 Мітьана — Центральна область
- 57 Морото — Північна область
- 58 Мойо — Північна область
- 59 Мпігі — Центральна область
- 60 Мубенде — Центральна область
- 61 Муконо — Центральна область
- 62 Накапіріпіріт — Північна область
- 63 Накасеке — Центральна область
- 64 Накасонгола — Центральна область
- 65 Неббі — Північна область
- 66 Нтунгамо — Західна область
- 67 Ойам — Північна область
- 68 Падер — Північна область
- 69 Палліса — Східна область
- 70 Ракаї — Центральна область
- 71 Рукунгірі — Західна область
- 72 Сембабуле — Центральна область
- 73 Сіронко — Східна область
- 74 Сороті — Східна область
- 75 Тороро — Східна область
- 76 Вакісо — Центральна область
- 77 Йумбе — Північна область
- 78 Агаго — Північна область
- 79 Алебтонг — Північна область
- 80 Амудат — Північна область
- 81 Бувейу — Західна область
- 82 Буікве — Центральна область
- 83 Букедеа — Східна область
- 84 Букомансімбі — Центральна область
- 85 Буламбулі — Східна область
- 86 Бутамбала — Центральна область
- 87 Бувума — Центральна область
- 88 Буйенде — Східна область
- 89 Гомба — Центральна область
- 90 Калунгу — Центральна область
- 91 Кібуку — Східна область
- 92 Кірьандонго — Західна область
- 93 Коле — Північна область
- 94 Квеєн — Східна область
- 95 Кьянкванзі — Центральна область
- 96 Кьєгегва — Західна область
- 97 Ламво — Північна область
- 98 Луука — Східна область
- 99 Лвенго — Центральна область
- 100 Льантонде — Центральна область
- 101 Манафва — Східна область
- 102 Мітоома — Західна область
- 103 Намайіндо — Східна область
- 104 Напак — Північна область
- 105 Нгора — Східна область
- 106 Нтороко — Західна область
- 107 Нвойя — Північна область
- 108 Отуке — Північна область
- 109 Рубірізі — Західна область
- 110 Серере — Східна область
- 111 Шеєма — Західна область
- 112 Зомбо — Північна область